# Rafael Diaz-Balart
Rafael Lincoln Díaz-Balart y Gutiérrez (* 17. Januar 1926 in Banes, Kuba; † 6. Mai 2005 in Miami) war ein kubanischer Rechtsanwalt und Politiker.

## Politische Betätigung
Während der Zeit der Batista-Diktatur war er Innenminister und Mehrheitsführer im Repräsentantenhaus.
Im Mai 1955 hielt er eine Rede vor dem kubanischen Repräsentantenhaus, in der er sich gegen die Amnestie seines ehemaligen Schwagers Fidel Castro wegen dessen Hauptverantwortung für den Angriff auf die Moncada-Kaserne in Santiago de Cuba im Juli 1953 aussprach. Im November 1958 wurde Rafael Díaz-Balart zum Senator gewählt, konnte aber sein Amt nicht mehr antreten, da am 1. Januar 1959 die kubanische Revolution siegte und Castro die Macht antrat.
Von Rafael Díaz-Balart wurde am 28. Januar 1959 in New York „La Rosa Blanca“ (Die „Weiße Rose“) gegründet, die erste ausdrücklich in Opposition zur Regierung Castro stehende exilkubanische Organisation.

## Familie
Er ist der Vater der Mitglieder des US-Kongresses Lincoln Diaz-Balart und Mario Diaz-Balart, des Fernsehjournalisten Jose Diaz-Balart und des Bankers Rafael Diaz-Balart. Er ist Bruder der ersten Ehefrau Fidel Castros, Mirta Díaz-Balart, und des Malers Waldo Díaz-Balart.
Rafael Díaz-Balart starb am 6. Mai 2005 in seinem Haus in Key Biscayne an Leukämie. Die Bibliothek der rechtswissenschaftlichen Fakultät der Florida International University ist nach ihm benannt.